# فوجيساوا (كاناغاوا)

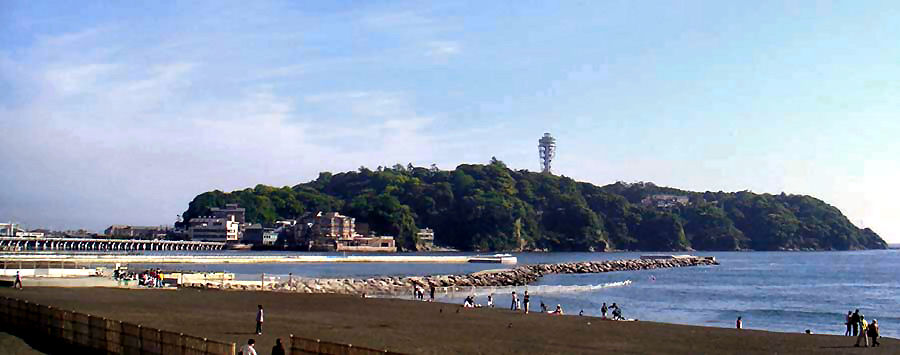
جزيرة إينوشيما

فوجيساوا (باليابانية: 藤沢市 فوجيساوا-شي) هي مدينة يابانية تقع في محافظة كاناغاوا.
تم تأسيس المدينة في 1 أكتوبر، 1940.

## جغرافيا
تقع مدينة فوجيساوا في منتصف محافظة كاناغاوا مواجهة خليج ساغامي المطل على المحيط الهادي.

## سياحة
من أشهر المعالم السياحية في المدينة هو شاطئ كوغينوما وجزيرة إينوشيما.

## توأمة
لفوجيساوا (كاناغاوا) اتفاقيات توأمة مع كل من:
- ميامي بيتش
- وندسور

## أعلام
- ويتشيرو حتا
- يوشينوري آبي
- فوبوكي كونو
- ميتسكي سايتو
- كوزو أونو
- نيه أر
- لين سوميدا
- تتسو كاتاياما
- اكيتو فوكوموري

## وصلات خارجية
- الموقع الرسمي باللغة اليابانية الموقع الرسمي باللغة الإنكليزية